# Marco Stark (Fußballspieler, 1993)
Marco Stark (* 5. Jänner 1993 in Bludenz) ist ein österreichischer Fußballspieler.

## Karriere
Stark begann seine Karriere beim FC Rätia Bludenz. 2007 ging er in die AKA Vorarlberg. 2010 wechselte er zum FC Lustenau 07, kam jedoch nie zum Einsatz. 2011 wechselte er zum FK Austria Wien. Dort wurde er zu Beginn überwiegend in der zweiten Mannschaft eingesetzt. Später wurde er sogar zum Kapitän der Amateure ernannt und bestritt seitdem über 100 Spiele in der Regionalliga Ost. Im April 2015 wurde er mit einem Profivertrag ausgestattet und zu den Profis hochgezogen. Sein Profidebüt gab er am 20. Spieltag 2015/16 gegen den SCR Altach.
Zur Saison 2016/17 wechselte er zum Zweitligisten SC Austria Lustenau.
Nach einer Saison bei Lustenau kehrte er zur Saison 2017/18 zu den Amateuren der Wiener Austria zurück. Nach seiner Rückkehr stand er schließlich im September 2017 gegen den SKN St. Pölten auch erstmals wieder im Profikader. Sein erstes Spiel in der Bundesliga nach seiner Rückkehr absolvierte er im Oktober 2017 gegen den LASK Linz, als er in der 58. Minute für Heiko Westermann eingewechselt wurde.
Im Jänner 2019 wechselte er zum Zweitligisten SKU Amstetten. Nach fünf Jahren im Amstetten und 131 Zweitligaeinsätzen für die Niederösterreicher verließ er das Team im Jänner 2024 und beendete seine aktive Profikarriere.

## Sonstiges
Stark wurde in der Saison 2019/20 in das Team der Saison der 2. Liga gewählt.
Nach dem MBA-Abschluss im Oktober 2020 absolvierte er bei seinem Ex-Verein FK Austria Wien von September 2021 bis Juni 2022 ein Trainee-Programm im Bereich B2B-Marketing/Sponsoring.
Seit März 2025 ist Marco Stark in der Direktion Global Partnerships bei FC Bayern München tätig. In der Position des Partnership Sales Manager ist er verantwortlich für die Akquise, Steuerung und Erweiterung von Sponsoringpartnerschaften auf globaler, nationaler und regionaler Ebene.